# Sophia Grace & Rosie
Sophia Grace Brownlee (18 de abril de 2003) e sua prima Rosie McClelland (7 de setembro de 2006),nascidas em Essex, Inglaterra, também conhecidas como Sophia Grace & Rosie. Elas rapidamente ganharam popularidade, por fazer regulares aparições no The Ellen DeGeneres Show, após postarem uma versão cover da música de Nicki Minaj, "Super Bass" que acabou se tornando viral no YouTube. O vídeo originalmente foi postado no YouTube em 19 de Setembro de 2011 e ganhou mais de 40 milhões de visualizações até Setembro de 2014. Sophia estreiou vídeos musicais no seu canal oficial no YouTube como "Best friends" e "Girls Just Gotta Have Fun", até abril de 2015 ele possuía mais de 70 milhões de visualizações. Em junho de 2016, Sophia Grace lançou o vídeo da música "Girl In Te Mirror". Que se tornou viral e já ultrapassou em lista músicas de Demi Lovato "Confident", Ariana Grande " Into You " e até já ultrapassou Selena Gomez, em downloads.Sophia lançou o clipe da música "Hollywood". Que até março já tinha mais de 5 milhões de visualizações. Em  17 de janeiro Sophia lançou o albúm "Hollywood  - EP" com a gravadora SGE Records, com as músicas: "Best Friends", "Girl In Te Mirror", "Hollywood", (Não lançadas em clipes) "Uk Girl", "1,2,3,4" e "Got 2 Be". A música "Girls Just Gotta Have Fun" não foi incluida. Atualmente Sophia é jurada no programa americano/britânico " The Toy Box " no ABC Family.  

## The Ellen DeGeneres Show
Elas primeiramente foram convidadas a participar do The Ellen DeGeneres Show em Outubro de 2011, após DeGeneres assistir ao cover da música de Nicki Minaj, "Super Bass", no YouTube. Então as garotas de cinco e oito anos se tornaram membros do elenco do programa. As garotas eventualmente apresentavam um quadro, chamado "Tea Time with Sophia Grace & Rosie". No mesmo, as duas entrevistavam celebridades enquanto elas os acompanhava em uma festa do chá, celebridades como Miley Cyrus, Taylor Swift, Katy Perry, Hugh Grant, Julie Bowen, Harry Connick Jr, LL Cool J, Justin Bieber, Selena Gomez e Reese Witherspoon. O quadro garantiu a Sophia Grace e Rosie a vitória do "Choice Webstar" no Teen Choice Awards. Elas também foram correspondentes, durante o red carpet de eventos como o Grammy Awards, o American Music Awards, o Billboard Music Awards, e o MTV Music Awards.

## Filmes e Televisão

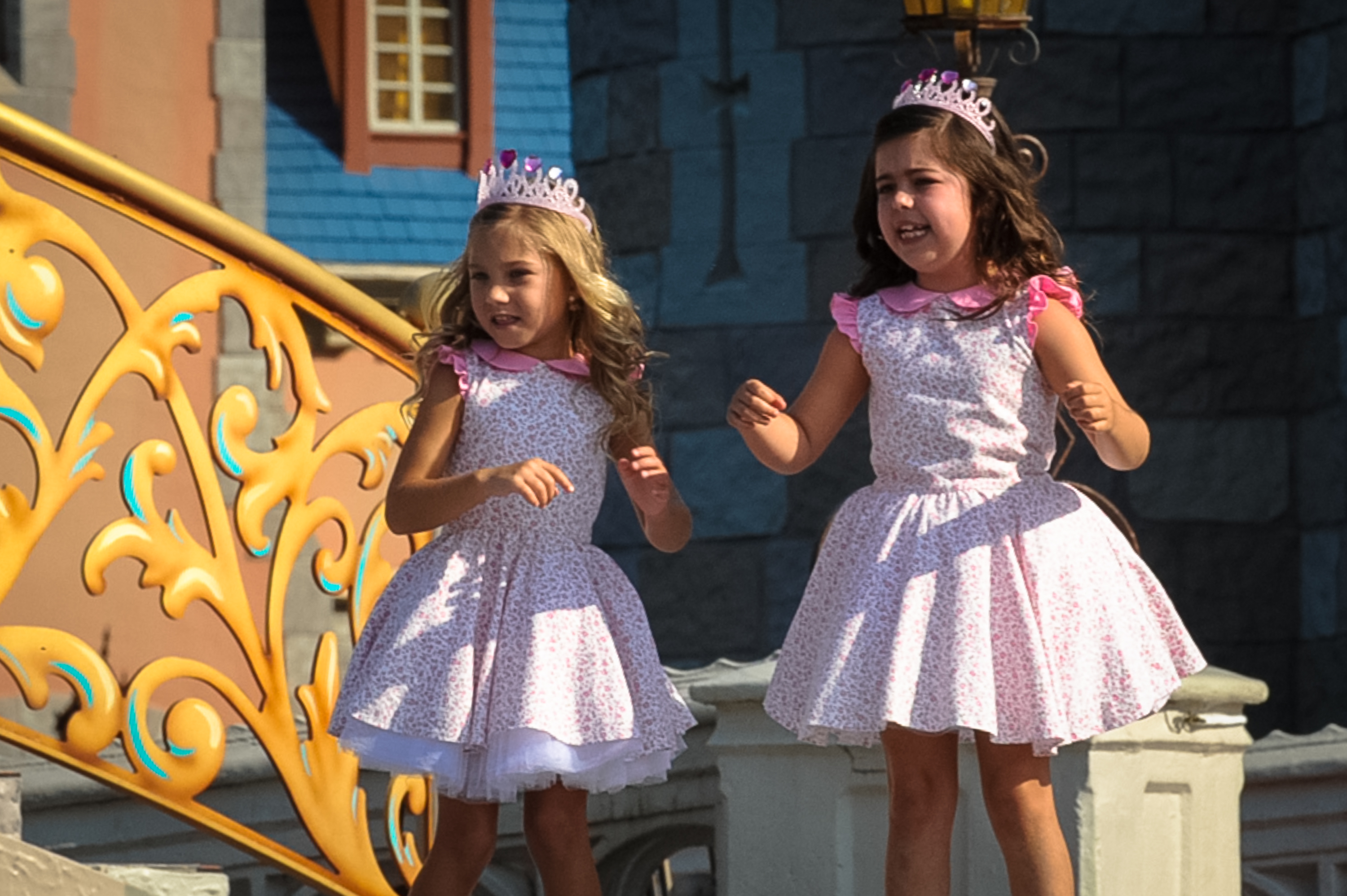
Sophia Grace & Rosie no Magic Kingdom em 2013.

As duas apareceram em dois episódios de Sam & Cat, o terceiro episódio ("#TheBritBrats") e o décimo primeiro episódio  ("#RevengeOfTheBritBrats"). Sophia Grace originalmente foi escalada para fazer a Chapéuzinho Vermelho na adaptação cinematográfica da Disney Into The Woods. Sua escalação gerou muitas controvérsias devido sua pouca idade e as cenas de conotação sexual presente entre Chapéuzinho Vermelho e o Lobo. Ela foi retirada antes da produção ter início, e foi substituída por Lilla Crawford. Dominic Brownlee passou a falar sobre a retirada de sua filha do filme, dizendo, "Após uma conversa, como pai, vi que ela era muito nova para isso. Foi uma decisão conjunta minha, do diretor e de toda a produção de Into The Woods, para retirar minha filha do filme". Sophia Grace protagonizou seu próprio filme, embora, juntamente a Rosie, em Sophia Grace & Rosie's Royal Adventure. O filme foi lançado diretamente em DVD, produzido pela Nickelodeon. Seu lançamento ocorreu em maio de 2014. O filme ainda não possui nenhuma crítica (apenas um comentário) no Rotten Tomatoes, Ele atualmente detém uma avaliação de 4.1/10  no IMDb, Segundo o TMZ, Sophia Grace recebeu cerca 50.000 dólares pelo filme; um contrato de cinco parcelas assinado pelas primas assegura que a mais velha receberá 75.000 dólares se uma segunda e terceira parcela forem concluídas, e 100.000 dólares para as duas para uma quarta e quinta parcela.

## Livros
A dupla publicou dois livros de história ilustrado. O primeiro livro, intitulado Tea Time with Sophia Grace & Rosie, foi publicado em 1 de Fevereiro de 2013. E estreiou em segundo lugar no The New York Times Best Seller list de "Livros Infantis Ilustrados". O segundo livro, Showtime with Sophia Grace & Rosie, foi publicado em 25 de Março de 2014, e também recebeu críticas comerciais sucessivas, como o anterior. Ambos os livros foram escritos pelas garotas e ilustrados por Shelagh McNicholas. Eles foram publicados pela Orchard Books.

## Bonecas Musicais e linha de produtos
Em abril de 2014, Just Play lançou um pacote contendo duas bonecas ambas de Sophia e Rosie. Elas foram vendidas exclusivamente nas lojas Walmart no primeiro mês, até serem adquiridas pela loja Claire's em maio. Just Play uniram-se com as meninas para produzir seu próprio brinquedo inspirado por seu amor de vestir-se, música, bonecas e muito mais. As bonecas apresentam as duas meninas vestidas com sua marca registrada: tutus rosa e tiaras. Cada boneca é totalmente customizável e vem com um microfone, meias com babados e sapatos. A boneca reproduz Sophia Grace cantando "Super Bass", de Nicki Minaj quando você aperta a barriga dela. Em abril, elas também lançaram diversos produtos, lançados pela Claires Stores. Que constituía em em coroas, fantasias, tutus, bichos de pelúcia, laços, tiaras, colares, pulseiras, lápis-de-cor, bolsas, vestidos, sem contar que a loja também vende os seus livros, DVD, CD e bonecas.

## Carreira
| Ano  | Título                                   | Papel       | Notas                                                                                                |
| ---- | ---------------------------------------- | ----------- | --- |
| 2011 | The Ellen DeGeneres Show                 | Elas mesmas | No seu próprio quadro "Tea Time with Sophia Grace & Rosie".                                          |
| 2013 | Sam & Cat                                | Grew e Ruby | 2 episódios ("#TheBritBrats") e "(#RevengeOfTheBritBrats").                                          |
| 2013 | mini sam-mini cat                        | Elas mesmas | As duas fizeram brincadeiras e falaram não foi um papel "oficial". Não é uma série e sim um desenho. |
| 2014 | Real Adventure with Sophia Grace & Rosie | Elas mesmas | Filme lançado diretamente em DVD                                                                     |
| 2014 | Sam & Cat                                | Elas mesmas | Elas participaram das cenas mostrando os bastidores em clipes. Episódio 28 ("#BlooperEpisode")       |
| 2014 | Tv-Line                                  | Elas mesmas | Foram entrevistadas pelo show quando foram na Australia, no natal.                                   |
| 2017 | The Toy Box                              | Ela mesma   | Apenas Sophia Grace foi chamada para participar.                                                     |

## Sophia Grace Discografia

### Singles
| 2013 | "Girls Just Gotta Have Fun" | —  |   |  |  |
| 2015 | "Best Friends"              | 87 | — |  |  |
| 2016 | "Girl In Te Mirror"         |    |   |  |  |
| 2017 | Hollywood                   |    |   |  |  |

## Hollywood EP e #IAMROSIE
Em 2017 elas não interagiram profissionalmente porém continuaram em carreiras solo. Em 17 de janeiro Sophia lancou seu primeiro album um mini album um EP, logo depois da música Hollywood anunciou o album.   Lançado pela SG Recordes. Que estorou no iTunes em downloads. Sophia anunciou em janeiro que faria parte de um reality show, The Toy Box, cujo foi convidada para ser juíza. Rosie em abril iniciou a tag #IAMROSIE. Onde em seu canal oficial posta  covers e desafios. Já estrelaram nos vídeos suas primas Lily e Brooke e sua tia Lydia. E a cantora Jojo Siwa fez 2 vídeos com Sophia grace. Sophia já tem mais de 2 milhões e 400 mil seguidores em seu canal e mais de 500 milhões de visualizações.  Enquanto Rosie tem 166 mil seguidores e mais de 10 milhões de visualizações em seu canal. Rosie também tem seu próprio site oficial onde mantém o link em seus vídeos: rosiemcclelland.com Que atualmente está em reforma.  A série The Toy Box estrelada por Sophia grace atualmente é exibida pela ABC Family. Exibido somente no EUA e Inglaterra. O vídeo da música Hollywood tem atualmente depois de 5 meses, 13 milhões de visualizações. E o  álbum está disponível no iTunes. Sophia grace em junho foi indicada a pelo menos 3 categorias no Teen Choice Awards. Em abril Sophia grace criou um canal para sua irmã Belle Brownlee o canal My Sister Belle.  Em julho Sophia viajou para Los Angeles com seus pais, e sua irmã Belle. Em  11 /12 de julho Sophia Grace compareceu a premier do filme Descendentes 2, da Disney, em Los Angeles. 